# Монтрьо
Монтрьо̀ (на френски: Montreux) е град в Западна Швейцария, кантон Во. Разположен е на източния бряг на Женевското езеро, а населението му е около 24 520 души (2008). Курортният град е част от швейцарската ривиера.

## География
Монтрьо е разположен край Женевското езеро между Лозана и Вилньов в богат винопроизводителен район. Климатът тук е мек поради близкото разположение на Женевското езеро, от една страна, и високите Алпи, от друга.

## История
Още в рамките на Римската империя Монтрьо е важно селище на мястото, където пътят от Рим се разделя на две – към Авентикум, център на страната на хелветите, и към Галия през Безансон. През 12 век в региона е въведено лозарството и слънчевите склонове от Лаво до Монтрьо се превръщат в процъфтяващ винарски район.
Областта, включваща Монтрьо, е под властта на различни владетели, докато тези от Савоя присъединяват всички земи от днешния кантон Во към владенията си. След Бургундските войни през 15 век швейцарците от Берн завладяват региона без особена съпротива. Относителната религиозна свобода по време на Реформацията привлича към Монтрьо голям брой хугеноти от Италия.
През 1798 градът е завладян от Наполеон I, но след неговия разгром през 1815 е върнат на Швейцария. През 19 век Монтрьо се превръща във важен туристически център, привличайки богати клиенти от Европа и Америка.

## Култура
Монтрьо е домакин на няколко фестивала:
- В памет на Фреди Меркюри, провеждан всяка година (от 2003 г.) през първия уикенд на септември.
- Джаз-фестивалът на Монтрьо, провеждан ежегодно през месец юли от 1967 година насам.
- Фестивалът „Златната роза“, провеждан през пролетта (1961 – 2003), чиято награда – „Златната роза на Монтрьо“, е международна награда за телевизия.
- „Златната награда на Монтрьо“ – всяка година през април (от 1989 г.), който е първият международен конкурс за реклама и мултимедия в Европа.

Монтрьо предлага една от най-прекрасните разходки по брега на Женевското езеро – от Вилньов до Вьове.
На крайбрежната улица в Монтрьо е издигната статуята на Фреди Меркюри, обърната към езерото. Замъкът Шийон предлага незабравима гледка от Женевското езеро и може да бъде лесно достигнат пеш, с автобус или лодка.
Дийп Пърпъл правят Монтрьо известен с песента си „Дим над водата“ („Smoke on the Water“), в която се пее за събитие от 1971 г., когато фен на Франк Запа подпалва казиното в Монтрьо.
Игор Стравински е почивал в Монтрьо. В негова чест е наречена концертната зала в града.

## Личности, починали в Монтрьо
- Лучо Дала	(1943 – 2012), италиански поппевец
- Райнер Мария Рилке (1875 – 1926), австрийски поет.
- Известният писател Владимир Набоков живее с жена си Вера в хотела „Монтрьо-Палас“ от 1960 г. и умира тук през 1977 г.
- Константин Кацаров (1898 – 1980), български юрист и историк.

## Побратимени градове
- Мантон, Франция